# Беговача
Беговача је насељено место у саставу општине Берек, Бјеловарско-билогорска жупанија, Република Хрватска.

## Историја
До територијалне реорганизације у Хрватској налазила се у саставу старе општине Гарешница.

## Становништво
По попису из 2011. године село је имало 36 становника.
| Националност       | 1991.       | 1981.       | 1971.       | 1961.        |
| Срби               | 14 (25,45%) | 35 (36,08%) | 96 (61,93%) | 109 (51,90%) |
| Хрвати             | 11 (20,00%) | 18 (18,55%) | 43 (27,74%) | 73 (34,76%)  |
| Југословени        | 21 (38,18%) | 33 (34,02%) | 0           | 0            |
| остали и непознато | 9 (16,36%)  | 11 (11,34%) | 16 (10,32%) | 28 (13,33%)  |
| Укупно             | 55          | 97          | 155         | 210          |

- напомене:

У 1900. садржи податке за бивша насеља Горња Беговача и Доња Беговача која су те године била одвојено исказана.